# Enivaldo Ribeiro
Enivaldo Ribeiro GOMD (Campina Grande, 26 de março de 1935) é um advogado e político brasileiro filiado ao Progressistas (PP), sendo deputado federal pela Paraíba de 1995 a 2007. Pela Aliança Renovadora Nacional (ARENA), foi deputado estadual da Paraíba e prefeito de Campina Grande.

## Biografia
É filho de Pedro Vaz Ribeiro, conhecido como Sindô Ribeiro, e de Áurea Moura Ribeiro. Ribeiro também tem quatro filhos, sendo dois deles políticos: o deputado federal e ex-ministro das Cidades Aguinaldo Ribeiro e a senadora Daniella Ribeiro, primeira mulher a representar o estado da Paraíba no Senado Federal.
Bacharelou-se em direito na antiga Universidade Regional do Nordeste, hoje Universidade Estadual da Paraíba (UEPB), ainda como prefeito de Campina Grande. Foi deputado estadual de 1975 a 1977 pela Aliança Renovadora Nacional (ARENA), prefeito de Campina Grande de 1º de fevereiro de 1977 a 1º de fevereiro de 1983.
Realizou programas como a abertura de grandes avenidas, construção do Distrito dos Mecânicos (uma espécie de conjunto ou centro de oficinas mecânicas, que tornou-se muito utilizado até os dias de hoje), construção do Shopping Center de Campina Grande (hoje chamado de Shopping Lindaci Medeiros), Cinema I, Cinema II e outras obras. Mais uma das suas contribuições, foi a implantação do "RAPA" que visava a reorganização do centro de Campina Grande (diga-se de passagem que todos os governos sucedidos pelo mesmo adotou essa iniciativa), dentre outras obras e muito influente foi a criação do Parque do Povo na década de 80 e que hoje traz uma contribuição milionária a economia campinense. Deputado estadual constituinte de 1987 a 1991 pelo Partido Democrático Social (PDS), eleito deputado federal a partir de 1995, pelo PPB (atual Progressistas).

### Deputado federal
Durante seu mandato como deputado federal, compôs a base de apoio aos governos Fernando Henrique Cardoso e Lula I. Do último, foi condecorado com a Ordem do Mérito da Defesa no grau de Grande-Oficial em 2005.

## Escândalo das Sanguessugas
Envolvido no Escândalo das Sanguessugas (também conhecido como Máfia das Ambulâncias). Em 10 de agosto de 2006, a CPI Mista das Sanguessugas recomendou a cassação de seu mandato. Nenhum dos 76 parlamentares perdeu o mandato. 
Os Vedoin afirmaram que Enivaldo teria recebido R$ 48 000 como parte de acordo para receber 10% sobre todas as emendas que favorecessem a quadrilha. Negou as acusações. Um dos cinco Deputados Federais condenados em janeiro de 2012 por corrupção passiva, sentenciado a oito anos e oito meses de prisão e a pagar indenização de R$ 58 000 reais.